# Dichiarazione che riconosce il diritto di battere bandiera agli Stati sprovvisti di litorale marittimo
La Dichiarazione che riconosce il diritto di battere bandiera agli Stati sprovvisti di litorale marittimo (in lingua francese: Déclaration portant reconnaissance du droit au pavillon des Etats dépourvus de littoral; in lingua inglese: Declaration recognising the Right to a Flag of States having no Sea-coast) è un trattato internazionale multilaterale siglato a Barcellona il 20 aprile 1921. 

## Creazione, ratifica ed effetto
Dopo la prima guerra mondiale, la creazione di diversi nuovi Stati senza sbocco al mare come la Cecoslovacchia, l'Austria e l'Ungheria, costrinse le grandi potenze a riconsiderare la questione. Il Trattato di Versailles aveva incluso disposizioni con le quali la Germania acconsentiva al libero transito di persone e beni di questi Stati senza sbocco attraverso il proprio territorio, il che suggeriva che tali Stati potessero anche avere proprie navi mercantili in tali porti.
Al 2013 tale dichiarazione è stata ratificata da più di 50 Stati e il diritto internazionale riconosce il diritto di ogni Stato di registrare navi che solchino i mari sotto la propria bandiera. Ad oggi, sono diversi tra quelli senza sbocco al mare a possedere una propria flotta di navi mercantili, tra cui Austria, Azerbaigian, Bolivia, Etiopia, Laos, Lussemburgo, Mongolia, Moldavia, Paraguay, Slovacchia, Svizzera e Ungheria.

## Testo
(Fatto a Barcellona il 20 aprile 1921 in un solo esemplare i cui testi francese e inglese fanno parimenti fede.)

### Riferimenti normativi internazionali
- Il testo in lingua italiana e le firme sul Sito del Consiglio federale svizzero
- Copia fotostatica del testo originale nelle lingue francese e inglese a fronte, in Serie dei trattati della Lega delle Nazioni